# Neoserica setipennis
Neoserica setipennis är en skalbaggsart som beskrevs av Moser 1924. Neoserica setipennis ingår i släktet Neoserica och familjen Melolonthidae. Inga underarter finns listade i Catalogue of Life.